# Poppo I di Carniola
Poppo I, chiamato anche Boppo, (... – 13 luglio prima del 1044) fu conte di Weimar-Orlamünde, margravio d'Istria dal 1012 alla morte e margravio di Carniola dal 1040 alla morte.

## Biografia
Poppo è stato il rampollo della stirpe comitale dei Weimar, nel langraviato di Turingia. Suo padre era il conte Guglielmo II di Weimar.
Sposò Hadamut, la figlia del conte Weriand, che nel 1001 aveva ricevuto vaste terre nella parte orientale del Friuli e dell'Istria, allora parte della marca di Verona governata dai duchi carinziani, al tempo dell'imperatore Ottone III. Poppo ereditò così una rivendicazione sulla penisola istriana e iniziò a usare il titolo margraviale. Quando il re Enrico III di Germania ereditò il ducato Carinzia nel 1040, separò da questo le marche d'Istria e di Carniola. Dato che la suocera era imparentata con i conti bavaresi di Ebersberg, che possedeva possedimenti in Carniola, Poppo fu anche nominato marchese di Carniola.
Hadamut gli diede un figlio, Ulrico I, che successe a suo padre nel 1045.